# 1628 au théâtre
| Années du théâtre : 1625 - 1626 - 1627 - 1628 - 1629 - 1630 - 1631    |
| Décennies du théâtre : 1590 - 1600 - 1610 - 1620 - 1630 - 1640 - 1650 |

## Événements
- 21 décembre : inauguration à Parme du Théâtre Farnèse, théâtre de la cour des ducs de Parme, à l'occasion du mariage d'Édouard Ier Farnèse avec Marguerite de Médicis ; le spectacle Mercurio e Marte de Claudio Achillini avec la musique de Claudio Monteverdi est représenté, avec notamment l'inondation de la scène pour représenter une naumachie[1].
- Jean de Rotrou devient le dramaturge de la troupe des « Comédiens du Roi » de l’Hôtel de Bourgogne.

## Pièces de théâtre publiées
- Tyr et Sidon, ou les Funestes amours de Belcar et Méliane, tragédie de Jean de Schelandre, texte remanié remanié avec une préface de François Ogier Texte en ligne sur Gallica.

## Pièces de théâtre représentées
- 3 octobre : The Lover's Melancholy, tragi-comédie de John Ford, enregistrée par Henry Herbert, Maître des Délices (Master of the Revels), et jouée à Londres, Blackfriars Theatre et Théâtre du Globe.
- 24 novembre : The Witty Fair One, comédie de James Shirley, enregistrée par Henry Herbert, Maître des Délices (Master of the Revels), et jouée à Londres au Cockpit Theatre.

## Naissances
- 1er décembre : Joan de Grieck, libraire et dramaturge des Pays-Bas espagnols, mort le 22 octobre 1699.
- Vers 1628 : 
  - Nicolas Drouin, dit Dorimond, comédien et dramaturge français, mort avant 1673.

## Décès
- 23 mars : Robert Daborne, dramaturge anglais, né vers 1580.